# 4Q559
4Q559 ist die Bezeichnung einer fragmentarisch erhaltenen Papyrus-Handschrift aus Qumran. 4Q bezeichnet Höhle Nr. 4 von Qumran, in der die Fragmente gefunden wurden, 559 ist eine fortlaufende Nummer. Die am Inhalt orientierte Bezeichnung der Schrift lautet Biblical Chronology ar (ar für aramäisch).

## Beschreibung der Handschrift
Die Handschrift ist in zwölf Fragmenten erhalten, von denen allerdings sechs zu klein sind, um sinnvollen Textbestand liefern zu können. Das ehemals als Fragment Nr. 8 gezählte Stück ist wohl nicht zur gleichen Handschrift zu rechnen, u. a. weicht die Buchstabenform des ג (Gimel) von den übrigen Fragmenten ab.
Der Schriftduktus wird als „späthasmonäisch-frühherodianisch“ eingeordnet, also ca. 50–30. v. Chr.
Die aramäische Sprache ist hasmonäisch-aramäisch. Lediglich lange Vokale, ausgenommen „a“, werden in der Schrift auch kenntlich gemacht, kurze Vokale bleiben unbezeichnet. Zahlen werden wie üblich mit senkrechten Strichen geschrieben.

## Inhalt
Da Anfang und Ende der ohnehin nur fragmentarischen Schrift fehlen, können über den Inhalt nur wenige Aussagen getroffen werden. Die erhaltenen Sätze und Satzteile bieten im Wesentlichen genealogische Informationen nach dem Schema PN zeugt im Alter von XX Jahren den PN. Offenbar ging es vor allem darum, aus dem Grundgerüst biblischer Eckdaten eine fortlaufende Chronologie der Weltgeschichte zu erstellen, und dies über weite Strecken anhand eines Stammbaumes. Die Reihe der erhaltenen Personennamen beginnt mit Isaak und läuft zunächst auf Aaron zu. Interessant ist, dass offenbar diesem die entscheidende Rolle beim Exodus zugeschrieben wird. Möglicherweise lässt sich hieraus auf priesterliche Interessen derjenigen Kreise schließen, denen sich diese Überlieferung verdankt. Die weiteren Fragmente nennen dann die Richter Israels, allerdings ohne den im Buch der Richter vorhandenen deuteronomistischen Rahmen.

## Beziehungen zu anderen Schriftwerken
Die Schreibung mancher Namen (z. B. Kusch-Rischatajim statt Kuschan-Rischatajim) weist auf Unterschiede zum masoretischen Text der Bibel, aber Nähe zur Septuaginta. Gattungsmäßig ähnliches Material enthalten das Jubiläenbuch oder das aramäische Levi-Dokument sowie der jüdisch-hellenistische Exeget Demetrios. Allerdings gibt es in den Zahlenangaben etliche Unterschiede, vor allem zu Demetrios.